# Яблунська сільська рада (Богородчанський район)
| Яблунська сільська рада — орган місцевого самоврядування у Богородчанському районі Івано-Франківської області з адміністративним центром у с. Яблунька. Водоймища на території, підпорядкованій даній раді: річка Бистриця Солотвинська. Сільській раді підпорядковані населені пункти: - с. Яблунька |

## Склад ради
Рада складається з 16 депутатів та голови.

### Керівний склад ради
| ПІБ                        | Основні відомості                                                                    | Дата обрання | Дата звільнення |
| -------------------------- | ------------------------------------------------------------------------------------ | ------------ | --------------- |
| Сульжик Тетяна Ярославівна | Сільський голова, 1962 року народження, освіта                                       | 26.03.2006   | 31.10.2010      |
| Сульжик Тетяна Ярославівна | Сільський голова, 1962 року народження, освіта вища, Політична партія 'Наша Україна' | 31.10.2010   |                 |

Примітка: таблиця складена за даними джерела